# Релан, Ричард
Ричард Релан (англ. Richard Relhan; 1754—1823) — британский ботаник и миколог, специалист по тайнобрачным растениям.

## Биография
Ричард Релан родился в 1754 году в городе Дублин в Ирландии. Учился в Вестминстерской школе, в 1773 году поступил в Тринити-колледж Кембриджского университета. В 1776 году Релан окончил Тринити-колледж со степеньь бакалавра, в 1779 году он получил степень магистра. В 1781 году Релан стал преподавать в Кингс-колледже. В 1783 году ботаник Томас Мартин (1735—1825) передал Релану свои рукописи, созданные после публикации работы Plantae Cantabrigienses 1763 года. При поддержке Мартина Релан в 1785 году издал свою основную работу, Flora Cantabrigiensis. В 1786, 1788 и 1793 выпускались дополнения к этой книге, в 1802 и 1820 годах эта работа полностью переиздавалась и была расширена. В 1787 году Ричард Релан был избран действительным членом Лондонского королевского общества. В 1788 году он стал одним из членов только что образованного Линнеевского общества. В 1791 году Ричард был назначен ректором колледжа Хемингби в Линкольншире. Ричард Релан скончался 28 марта 1823 года.

## Некоторые научные работы
- Relhan, R. (1785). Flora cantabrigensis. 490 pp., 7 pl.
- Relhan, R. (1786). Florae cantabrigensi supplementum I. 39 pp.
- Relhan, R. (1788). Florae cantabrigensi supplementum II. 36 pp.
- Relhan, R. (1793). Florae cantabrigensi supplementum III. 44 pp.

## Роды и виды, названные в честь Р. Релана
- Relhania L'Hér., 1789
- Relhanum Gray, 1821 [syn.  Verpa Sw., 1814]
- Helvella relhanii Sowerby, 1797 [syn.  Verpa conica (O.F.Müll.) Sw., 1814]